# Белотурка
Белоту́рка — лучший из русских яровых сортов пшеницы, разновидность твёрдой пшеницы (Triticum durum), ценный крестьянский местный сорт. 
В различных краях (странах) Руси (России) эта твёрдая пшеница имела названия Гарновка, Горно́вка, Ту́рка, вост. Белая пшеница, Чёрнотурка, юж. Арнау́тка, Краснотурка, Ледя́нка, Куба́нка и так далее. Сорт белотурки — Айдурка. 

## История
На конец XIX столетия, арнау́тка порода пшеницы жёсткой зерном, прочной и потому вывозимой за границу, пониже её в продаже ги́рка или красная, еще ниже гарно́вка, а на начало XX столетия, в России, белоту́рка возделывалась большей частью на целине и по залежи, и различали 9 её сортов, из которых восемь первых (некоторые сорта) шли (употребляются) на выделку муки — муки крупчатки.
В другом источнике указано что Белотурка — одна из разновидностей пшеницы арнаутки, известная на Волге, вместе с другой разновидностью, кубанкой, под общим названием перерода.
На конец XIX столетия, белоту́рка возделывалась, большей частью, на целине в степных местностях Самарской губернии (на луговом берегу Волги, в Новоузенском и Николаевском уездах), а также в Оренбургской губернии и Уральской области, лучшей считалась, произрастающая в Новоузенском уезде, а в юго-западном углу Аткарского уезда производили много твёрдой яровой пшеницы, белотурки, кубанки, которая скупалась торговцами с Елани и отправлялась она к Царицынской железной дороге.
Гарновка, жёлтоватая, беловатая, беловатая с чёрными усами или черноусая арнаутка — остистый яровой сорт красноколосой твёрдой пшеницы, значительно превосходила по своим хозяйственным достоинствам мягкие сорта, к числу которых принадлежит и столь известная на иностранных рынках гирка, — она дозревала медленно, постепенно и потому не страдала от высыпания.
Гарновка разводилась на юге России, преимущественно в юго-восточных губерниях, особенно в Донской области и Славяносербском уезде Екатеринославской губернии, а также в Кубанской области, и в Северо-Американских Соединённых Штатах.
В волжской торговле, на конец XIX столетия, различали три сорта белоту́рки — высший, средний и низший, которые, в свою очередь, подразделялись каждый ещё на три сорта, обозначаемые № 1, № 2 и № 3. Таким образом, существовало девять сортов  белоту́рки, из которых первые восемь употреблялись на выделку муки-крупчатки.
Москва для производства вермишели и макарон пользовалась высокими сортами приволжской яровой пшеницы (белотуркой), особо пригодной для их выделки.
С Юга России, начиная от Подольской и Бессарабской губерний, до Северного Кавказа включительно, хлебная торговля России работала преимущественно для экспорта, отсюда высылались за границу знаменитые гирки, столь ценимые европейскими мукомолами за их богатый запас клейковины, и гарновки, спрашиваемые Италией для макарон.
В 1920-х годах, в Союзе ССР, белотурка засевалась преимущественно в Поволжье, а гарновка, арнаутка, была очень распространен на Юге и Юго-Востоке Европейской части СССР и в Америке, и из её зерна получали крупчатую муку и изготавливали макароны.

## Характеристика
Белотурка это сорт твёрдой пшеницы с 4-гранным розоватым колосом. Колос светло-красный, плотный, зерно белое, длинное, стекловидное, хорошего качества. Пшеница, дающая в плоскости сечения зерна «леденец». Не страдает от ржавчины и не полегает.